# Turacoena manadensis
La paloma cariblanca. paloma de cara blanca o paloma cara blanca (Turacoena manadensis) es un ave de la familia Columbidae.

## Distribución geográfica
Es endémico de Célebes y las islas Togian, islas Sula, islas Banggai, Buton y Muna (Indonesia). Su hábitat natural son los bosques tropicales secos, subtropicales o tropicales húmedos.

## Estado de conservación
Se encuentra amenazada por la pérdida de su hábitat natural.